# Турунандзи
Турунандзи (устар. Турун-Андзи) — река в России, течёт по территории Удорского района Республики Коми. Левый приток реки Косъю.
Длина реки составляет 35 км.
Течёт по лесной болотистой местности. От истока течёт на юг, потом постепенно преобладающим направлением течения становится запад, в нижнем течении генеральным направление течения является северо-запад. Впадает в Косъю вблизи её устья на высоте 66 м над уровнем моря.
В 0,4 км от устья, по правому берегу в Турунандзи впадает река Лёнви.

## Данные водного реестра
По данным государственного водного реестра России относится к Двинско-Печорскому бассейновому округу, водохозяйственный участок реки — Мезень от истока до водомерного поста у деревни Малонисогорская. Речной бассейн реки — Мезень.
Код объекта в государственном водном реестре — 03030000112103000047320.